# نورمان جي. توماس
نورمان جي. توماس (بالإنجليزية: Norman G. Thomas)‏ هو عالم فلك أمريكي، ولد في 1930.